# Интерсити
«Интерсити» (исп. Club de Fútbol Intercity) — испанский профессиональный футбольный клуб из Сан-Хуан-де-Аликанте. Клуб выступает в третьем дивизионе Испании.

## История
В июне 2018 года, после повышения в региональную лигу, клуб хотел выступать в Терсера дивизионе, объединившись с клубом «Новельда», но Королевская испанская футбольная федерация отклонила это предложение.
В том же месяце «Интерсити» объявил о своём намерении стать первым испанским футбольным клубом, акции которого будут размещены на фондовом рынке.